# Синьсян (уезд)
Синься́н (кит. упр. 新乡, пиньинь Xīnxiāng) — уезд городского округа Синьсян провинции Хэнань (КНР). Название уезда означает «новая волость».

## История
В начале существования империи Хань был создан уезд Цзисянь (汲县), и эти земли вошли в его состав. В 112 году до н. э. император У-ди послал генерала Ло Бодэ на подавление восстания в Наньюэ, и в следующем году выехал в эти места, чтобы встретить его, возвращавшегося с победой. Лю Бодэ доставил голову мятежника Лю Цзя, и в ознаменование победоносного завершения похода в этих местах был создан уезд Хоцзя (获嘉县; «захватить Цзя»). При империи Западная Цзинь в 370 году в этих местах был основан город Синьлэ (新乐城) — в тогдашнем языке иероглиф «Лэ» означал «основать деревню», поэтому смысл названия «Синьлэ» был почти тот же, что и у последующего «Синьсян».
При империи Суй в 586 году на смежных территориях уездов Цзисянь и Хоцзя был образован новый уезд, власти которого разместились в Синьлэ; уезд получил название «Синьсян». При империи Сун в 1073 году уезд Синьсян был присоединён к уезду Цзисянь, но в 1087 году был воссоздан.
При империи Мин в 1377 году уезд Хоцзя был присоединён к уезду Синьсян, но в 1380 году был образован вновь.
В ноябре 1948 года урбанизированная часть уезда Синьсян была выделена в город Синьсян, который с мая 1949 года перешёл под контроль коммунистов. В августе 1949 года была создана провинция Пинъюань, и эти места вошли в состав созданного одновременно Специального района Синьсян (新乡专区) провинции Пинъюань. 30 ноября 1952 года провинция Пинъюань была расформирована, и Специальный район Синьсян перешёл в состав провинции Хэнань. В 1959 году уезд Синьсян был присоединён к городу Синьсян, но в 1961 году был воссоздан. В 1967 году Специальный район Синьсян был переименован в округ Синьсян (新乡地区). В 1983 году уезд Синьсян был выведен из подчинения властей округа и передан под юрисдикцию властей города Синьсян.
В 1986 году были расформированы округ Синьсян и город Синьсян, и образован городской округ Синьсян.

## Административное деление
Уезд делится на 6 посёлков и 1 волость.